# Снова я напиваюсь
«Снова я напиваюсь» — песня российского музыкального продюсера и рэп-исполнителя Slava Marlow, ставшая хитом. Она была выпущена 7 октября 2020 года в качестве ведущего сингла из его дебютного мини-альбома «Артём» на лейбле Zhara Distribution. В песне Slava Marlow поёт о «пустом кармане и девушке, которая из-за этого не хочет находиться рядом с ним».

## Обложка
Обложка для песни была сделана российским графическим дизайнером Владимиром «Konshin» Коньшиным, ранее сотрудничавшим с российским хип-хоп-исполнителем Моргенштерном.

## История
Через год я буду самостоятельным артистом с большим количеством хитов в багаже. Я хочу хоть раз попасть на топ-1 Apple Music. Я хочу свой тур по городам. Я хочу стать артистом. Я очень хочу писать треки, которые будут иметь большую популярность.Slava Marlow
Первый сниппет трека был опубликован 8 сентября 2020 года в Instagram-истории артиста, второй сниппет был опубликован в Instagram-истории Алишера 24 сентября, а третий сниппет был опубликован на официальном YouTube-канале Slava Marlow.
За несколько дней до релиза песня была неофициально выпущена в интернет, а 7 октября 2020 года состоялся официальный релиз песни на лейбле Zhara Distribution.
11 ноября 2020 года Slava Marlow выпустил видео, где рассказал, как была написана песня «Снова я напиваюсь».

## Музыкальное видео
Анимированное видео для песни было выпущено 7 октября 2020 года на официальном YouTube-канале Slava Marlow, в день выхода сингла. За сутки видео набрало полтора миллиона просмотров и попало на 13 место в трендах российского сегмента YouTube. 12 декабря того же года состоялся релиз официального видеоклипа. В нём Slava Marlow ходит по улицам с бутылкой, посещает злачные места и ездит на автобусе. За сутки видео набрало более трёх миллионов просмотров и вошло в топ-5 трендов YouTube.

## Коммерческий успех
Песня вошла в топ-5 чарта Apple Music в семи странах, в топ-15 чарта YouTube в семи странах и в топ-15 чарта Spotify в двух странах.

## Рейтинги
| Год  | Издание     | Рейтинг              | Место | Прим.  |
| ---- | ----------- | -------------------- | ----- | ------ |
| 2020 | Spotify     | Топ-5 треков         | 1     | [ 16 ] |
| 2020 | The Flow    | 50 лучших песен 2020 | 10    | [ 17 ] |
| 2021 | Apple Music | Топ-10 треков        | 2     | [ 18 ] |

## Чарты
| Чарт (2020)                | Высшая позиция |
| -------------------------- | -------------- |
| Россия (Яндекс.Музыка)     | 1              |
| Россия (Apple Music)       | 1              |
| Россия (iTunes)            | 17             |
| Казахстан (iTunes)         | 172            |
| Литва (iTunes)             | 186            |
| Латвия (Spotify)           | 2              |
| Эстония (Spotify)          | 14             |
| Литва (Spotify)            | 66             |
| Латвия (YouTube)           | 1              |
| Молдова (YouTube)          | 3              |
| Украина (YouTube)          | 4              |
| Беларусь (YouTube)         | 6              |
| Эстония (YouTube)          | 6              |
| Россия (YouTube)           | 9              |
| Литва (YouTube)            | 12             |
| Беларусь (Apple Music)     | 2              |
| Эстония (Apple Music)      | 2              |
| Латвия (Apple Music)       | 2              |
| Литва (Apple Music)        | 2              |
| Молдова (Apple Music)      | 2              |
| Украина (Apple Music)      | 3              |
| Узбекистан (Apple Music)   | 8              |
| Казахстан (Apple Music)    | 11             |
| Азербайджан (Apple Music)  | 14             |
| Кыргызстан (Apple Music)   | 16             |
| Польша (Apple Music)       | 25             |
| Армения (Apple Music)      | 70             |
| Туркменистан (Apple Music) | 72             |
| Кипр (Apple Music)         | 109            |
| Финляндия (Apple Music)    | 308            |
| Spotify                    | 1              |
| Deezer                     | 3              |
| СберЗвук                   | 1              |
| Shazam                     | 3              |
| ВКонтакте                  | 1              |
| Top YouTube Hits           | 3              |
| YouTube Music              | 5              |
| TikTok                     | 3              |